# Hjemmecomputer
En hjemmecomputer er en computer, der bruges i hjemmet. I dag ikke er større forskel på de computere, der bruges i hjem og på kontorer, end at en kontormedarbejder ved at have kompatible programmer på sin hjemmecomputer kan varetage en række arbejdsopgaver hjemmefra. På nogle punkter er en hjemmecomputer ofte kontor-maskinen overlegen, f.eks. med hensyn til grafiske faciliteter, fordi hjemmecomputeren skal kunne afvikle livlige spil med masser af krævende grafiske effekter.

## Historie
Hjemmecomputere var i begyndelsen, tilbage i 1970'erne, alene noget, som folk med elektronik som hobby,, beskæftigede sig med: Nogle år, efter at den første mikroprocessoren blev markedsført i 1971, kom de komponenter, der bruges i computersystemer så langt ned i pris, at hobbyfolket kunne bygge deres egen, meget lille og simple computer. På disse systemer skulle al information tastes ind manuelt på et lommeregner-lignende tastatur, byte for byte, og udlæsning skete på et lille display med plads til 6 eller 8 cifre (ikke bogstaver!). Såvel programmer som de data, der skulle behandles, måtte begge finde plads i en hukommelser, der kunne være på ned til 100 bytes. De mere avancerede maskiner kunne sluttes til en kassettebåndoptager, så man kunne gemme programmer og data på kassettebånd, og derved slippe for at taste det hele ind forfra, når computeren havde været slukket.
Hvis man ikke selv kunne eller ville planlægge sit helt eget computersystem fra bunden af, kunne man købe et byggesæt til en computer – det var det nærmeste, man på den tid kunne komme på at købe sig en hjemmecomputer. Alt dette var naturligvis forbeholdt elektronik-entusiaster, men i 1977 lancerede Commodore International deres Personal Electronic Transactor, med skærm, strømforsyning og en båndoptager til data bygget sammen i én fiks og færdig enhed. Modsat de tidligere byggesæt skulle denne maskine blot pakkes ud, sættes til en stikkontakt og tændes. Programmeringssproget BASIC var indbygget i systemets ROM-hukommelse, og i den medfølgende vejledning var der et selvstudium, så man kunne lære sig selv grundlæggende programmering.
I begyndelsen af 1980'erne, hvor begrebet "hjemmecomputer" stammer fra, var der utallige forskellige systemer til hjemmebrug på markedet; nogle af de mest populære var Commodore 64 og ZX Spectrum. Den tids maskiner var typisk et fladt kabinet, hvor tastaturet og selve computeren var bygget sammen i. De havde 8-bits arkitektur, et sted mellem 1 og 64 kilobyte RAM, og en indbygget BASIC-fortolker indbygget i ROM (hvor Jupiter ACE med sin indbyggede Forth-fortolker er en meget sjælden undtagelse). For at selve maskinen kunne sælges så billigt som muligt, var det en forudsætning, at man i forvejen havde et fjernsyn, der kunne bruges som "dataskærm", og helst også en almindelig kassettebåndoptager, så man kunne gemme og hente egne programmer, eller bruge færdigskrevne programmer, der blev udgivet på kassettebånd. Programmer, der var lavet til én bestemt af de mange forskellige maskiner på hjemmecomputermarkedet, kunne kun i sjældne tilfælde uden videre bruges på andre (konkurrerende) hjemmecomputere.
På den tid florerede forskellige datablade og populære programmeringsbøger med programeksempler i BASIC, som man kunne skrive af og eventuelt modificere. Man kunne på den måde skrive sine egne computerspil og pusle med enkle databasesystemer til eksempelvis at holde styr på ens pladesamling.
Hjemmecomputerindustrien oplevede en rivende udvikling; midt og sidst i 1980'erne havde hjemmecomputerne taget springet til 16-bits arkitektur, og med systemer som f.eks. Amiga havde man faktisk en multimedie-computer – et årti før selve ordet multimedie blev almindeligt. Og Bulletin board-systemer, hvor hjemmecomputer-ejere kunne udveksle hjemmelavede programmer, elektronisk post og meget andet med hinanden via et modem og en telefonforbindelse, blev brugt flittigt af entusiasterne, et årti før forbindelse til Internettet blev hvermandseje.
I 1990'erne blev markedet for hjemmecomputere presset fra to sider: En del hjemmecomputer-ejere brugte primært deres maskine til at spille computerspil på, og den "ende" af markedet blev erobret af nye generationer af spillekonsoller. Mange af de øvrige brugere byttede deres fjernsyns- og båndoptager-baserede maskine ud med en af de IBM-kompatible modeller, som blev kaldt og stadig bliver kaldt PCer, som i mellemtiden havde fået farver, grafik og lyd og andre faciliteter, som de "små" hjemmecomputere tidligere var ene om.
Tidligere delte man ofte computere i tre hovedkategorier efter størrelsesorden:
- Mainframe-computere – de store netværksforbundne professionelle computere, brugt af f.eks. banker og forsikringsselskaber.
- Mini-computere – brugt af mellemstore virksomheder.
- Mikro-computere – mindre stand-alone-computere, herunder MAC-computere, PC'er og hjemmecomputere, ofte simpelthen benævnt mikro'er.